# Cantone di Saint-Mandrier-sur-Mer
Il Cantone di Saint-Mandrier-sur-Mer era una divisione amministrativa dell'arrondissement di Tolone.
È stato soppresso a seguito della riforma complessiva dei cantoni del 2014, che è entrata in vigore con le elezioni dipartimentali del 2015.
Comprendeva il comune di Saint-Mandrier-sur-Mer e parte del comune di La Seyne-sur-Mer.